# Hawaiian Airlines
Pour les articles homonymes, voir HAL.
Hawaiian Airlines (Code AITA : HA ; code OACI : HAL) est une compagnie aérienne américaine basée à Hawaï.
Elle assure des vols intérieurs et internationaux depuis son hub à l'aéroport international d'Honolulu.
En 2023, elle dessert 31 destinations, soit plus de 200 vols quotidiens et emploie 7 362  personnes.
Depuis le 18 septembre 2024, Alaska Air Group est sa société mère.

## Histoire
Fondée le 30 janvier 1929 sous le nom d’Inter-Island Airways Ltd., son vol inaugural eut lieu le 11 novembre de la même année, à l’aéroport John-Rodgers d’Honolulu, à destination de Maui et l'île d'Hawaï, à l’aide de deux hydravions Sikorsky S-38, transportant 8 passagers chacun.
Elle prend son nom actuel en 1941 et introduit dans sa flotte le Douglas DC-3.
Avec la venue des avions à réaction dans les années 60, le transport aérien est en croissance à Hawaii.
En 1966, Hawaiian Airlines acquiert son premier Douglas DC-9, réduisant ainsi le temps de vols inter îles de 20 à 30 minutes.
En 1984 avec le Douglas DC-8, elle commence des vols charters vers Pago Pago et Nuku'alofa. L'année suivante en 1985, elle achète 5 Lockheed L-1011 pour ses vols commerciaux et charters.
Le 12 juin 1985 marque l'inauguration de ses vols quotidiens entre Hawaii et Los Angeles.
En janvier 1986, elle agrandit son réseau et commence ses vols vers San Francisco et Seattle.
En 1987, elle continue son expansion en volant vers Tahiti et Rarotonga.
En 1990, le magazine américain Condé Nast Traveler classe Hawaiian Airlines comme l'une des compagnies aériennes les plus sûres du monde.
En 1993, elle signe des ententes commerciales avec American Airlines et remplace ses Lockheed L-1011 par des McDonnell Douglas DC-10.
En 2001, elle commence le renouvellement de sa flotte en recevant 13 nouveaux Boeing 717 et l'année suivante et en 2003, elle reçoit 14 nouveaux Boeing 767.
En 2009, elle célèbre son 80e anniversaire. Le 30 juin 2010, Hawaiian Airlines annonce qu'elle inaugurera une route Honolulu - Séoul à partir de janvier 2011.
En 2014, Hawaiian Airlines créé Ohana by Hawaiian, sa filiale régionale qui utilisait quatre avions turbopropulseurs ATR 42 appartenant à Hawaiian et exploités sous contrat par Empire Airlines basé dans l’Idaho, pour desservir Moloka’i et Lāna’i au départ d'Honolulu. Elle assurait également un service de fret en ATR à l’échelle de l’État. À la suite de la pandémie de Covid-19, elle cessait ses activités en 2021.
En décembre 2023, Alaska Airlines annonce l'acquisition d'Hawaiian Airlines pour 1,9 milliard de dollars. Le 18 septembre 2024, Air Alaska Group, société mère d'Alaska Airlines, finalise l'acquisition d'Hawaiian Airlines à la suite de l'approbation du Département de la Justice et du Département des Transports des États-unis.

## Partenariats
Partage de codes
Hawaiian Airlines a des accords de partage de codes avec les compagnies aériennes suivantes:
- American Airlines
- Alaska Airlines
- China Airlines
- Delta Air Lines
- Japan Airlines
- JetBlue
- Korean Air
- Philippine Airlines
- Turkish Airlines
- United Airlines
- Virgin Australia

## Destinations
Hawaiian Airlines dessert 31 destinations entre les différentes îles d'Hawaï, ainsi qu'aux États-Unis, en Asie et en Océanie.

## Flotte

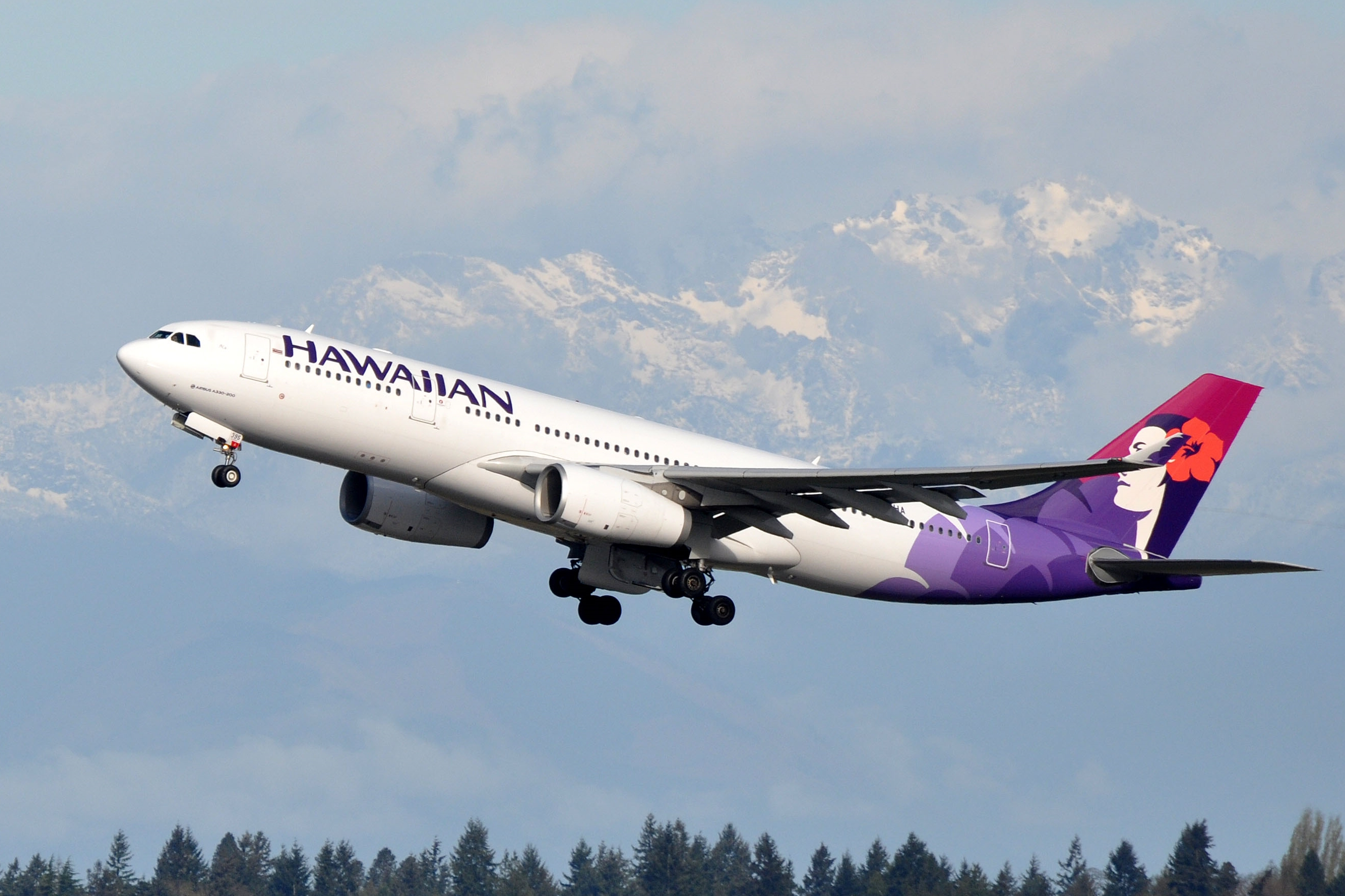
L'Airbus A330-243, particulièrement adapté au réseau d'Hawaiian Airlines.

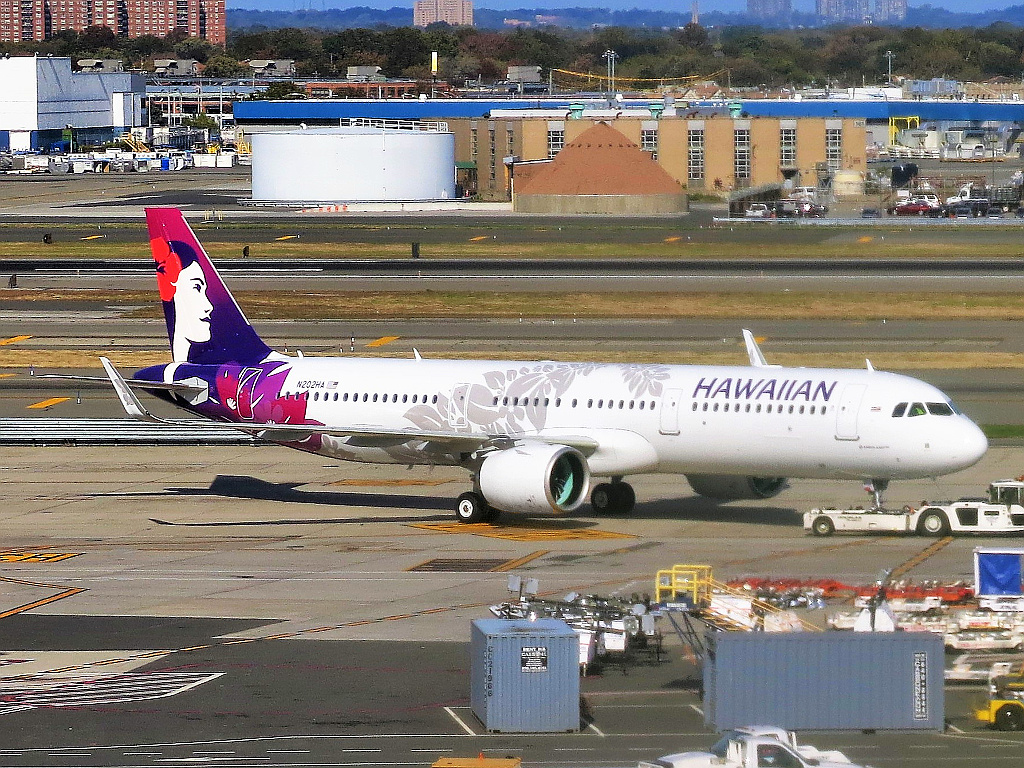
Un Airbus A321-271N (A321neo) de Hawaiian Airlines à l'aéroport JFK de New York

En mars 2025, les appareils suivants sont en service au sein de la flotte de Hawaiian Airlines,,:
Hawaiian Airlines s'est doté de son premier A330 (N380HA) le 28 mai 2010, qui est capable de relier Honolulu à toutes les villes des États-Unis sans escale. En juillet 2014, elle modifie sa commande de 6 A350-800XWB plus 6 options en 6 A330-800neo plus 6 options. En mars 2018, la compagnie annule finalement sa commande de 6 A330-800neo et annonce son intention d'acheter une dizaine de Boeing 787-9. Tous les Boeing 767-300 ont été retirés de la flotte d'Hawaiian Airlines au début de l'année 2019, le dernier vol ayant eu lieu le 7 janvier 2019.
La compagnie envisage plus d'exploitation. En octobre 2022, elle conclut sa collaboration avec le groupe Amazon qui connait de nos jours une immense expansion grâce à son succès dans le domaine du commerce en ligne. En faveur de ce groupe, Hawaiian Airlines exploitera, avec une équipe nouvellement recrutée, 10 A330-300P2F, version cargo convertie,. En juillet 2023, le premier appareil converti arrive à Honolulu. La compagnie aérienne a choisi l'aéroport international de Cincinnati-Northern Kentucky en tant que nouvelle plate-forme de correspondance (hub). Les dix appareils y seront en service en 2024. Le premier vol en faveur d'Amazon a été effectué le 2 octobre 2023, par le premier appareil de cet A330-300P2F (immatriculé N4621K), en livrée de Prime Air.

## Galerie

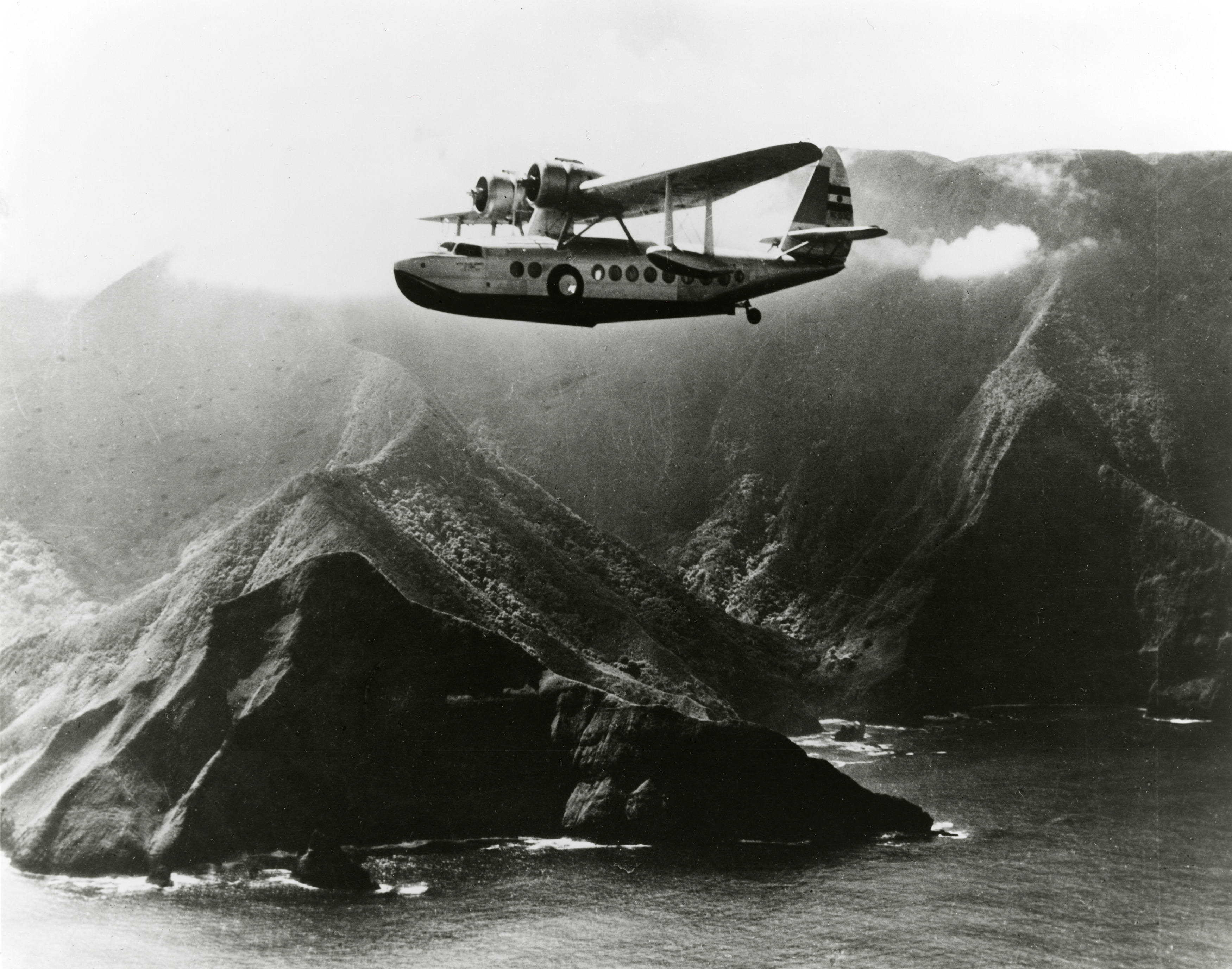
Sikorsky S-43 d'Inter-Island Airways entre 1935 et 1940 à Hawaï.
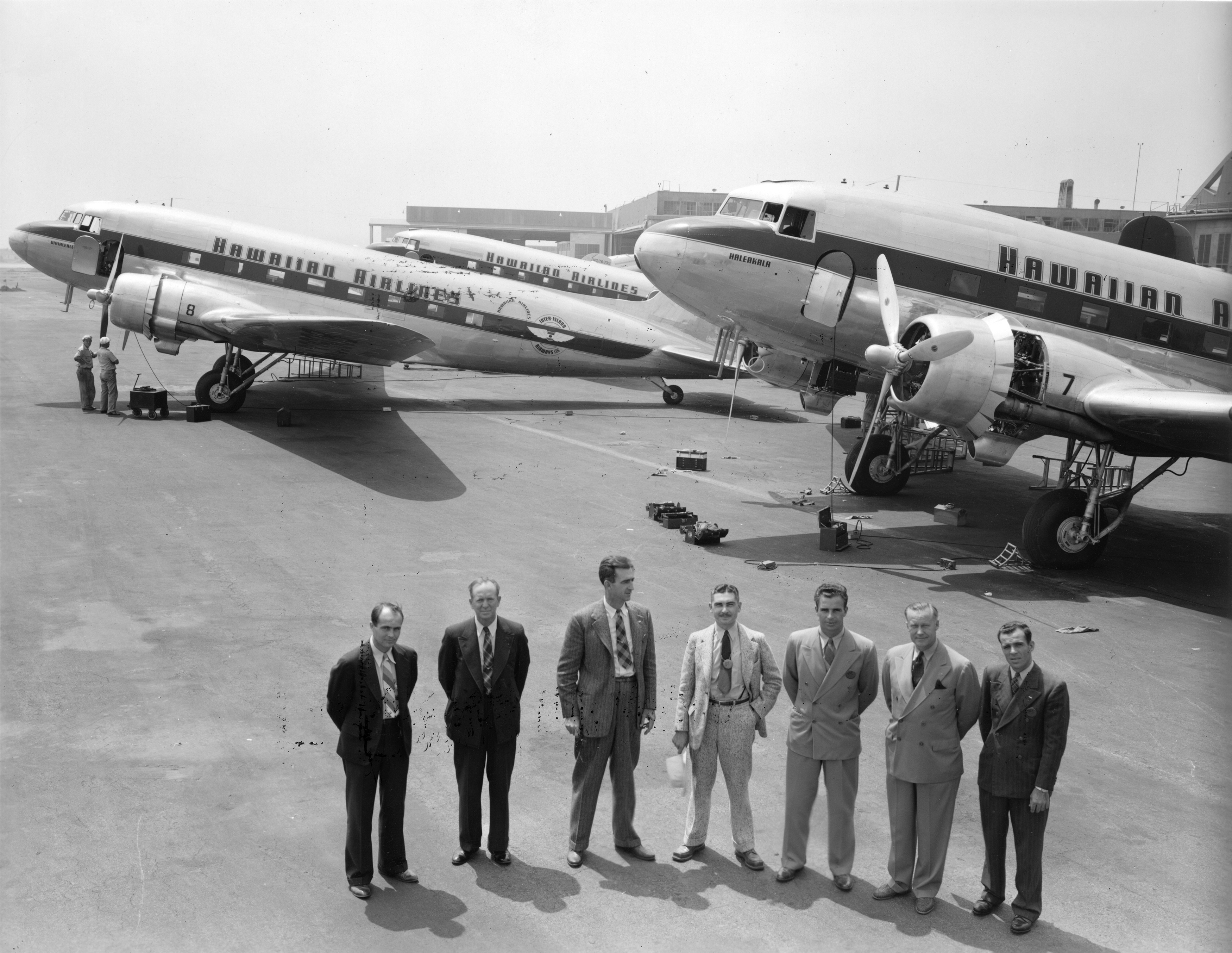
Douglas DC-3 en 1941 lors de la livraison à l'usine Douglas de Santa Monica en Californie.
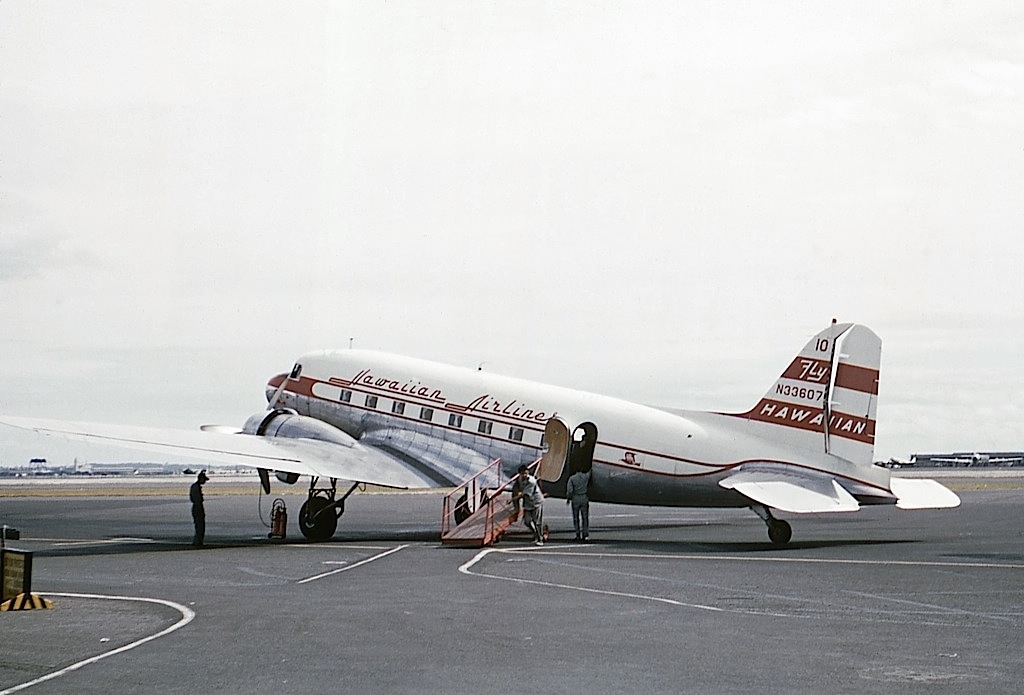
Douglas DC-3 N33607 d'Hawaiian.
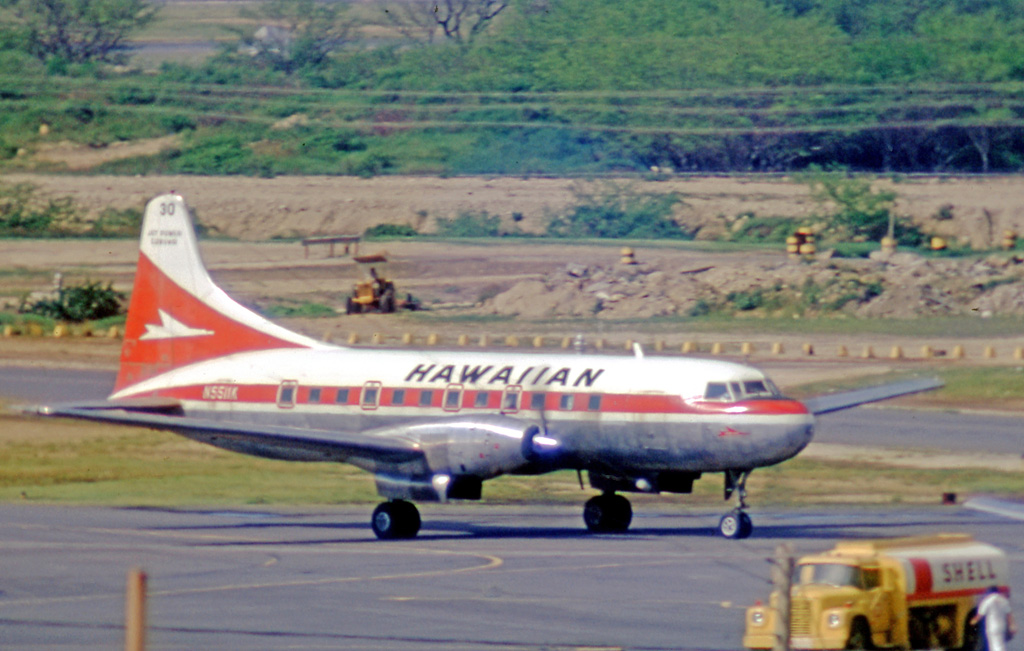
Convair CV-640 d'Hawaiian Airlines en 1971 à Honolulu.
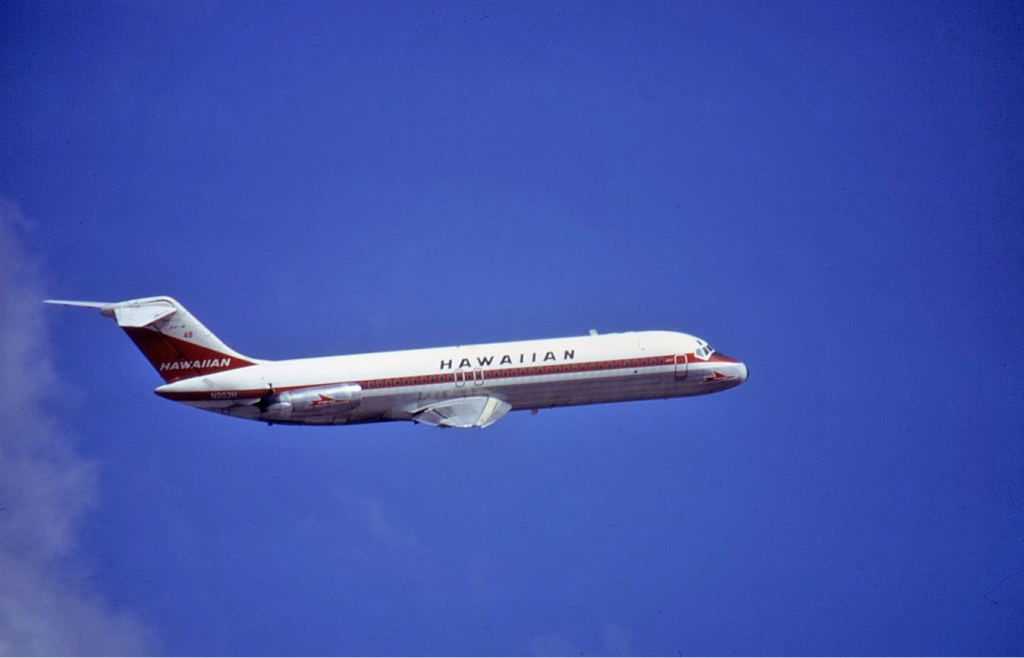
Douglas DC-9 d'Hawaiian en 1974.
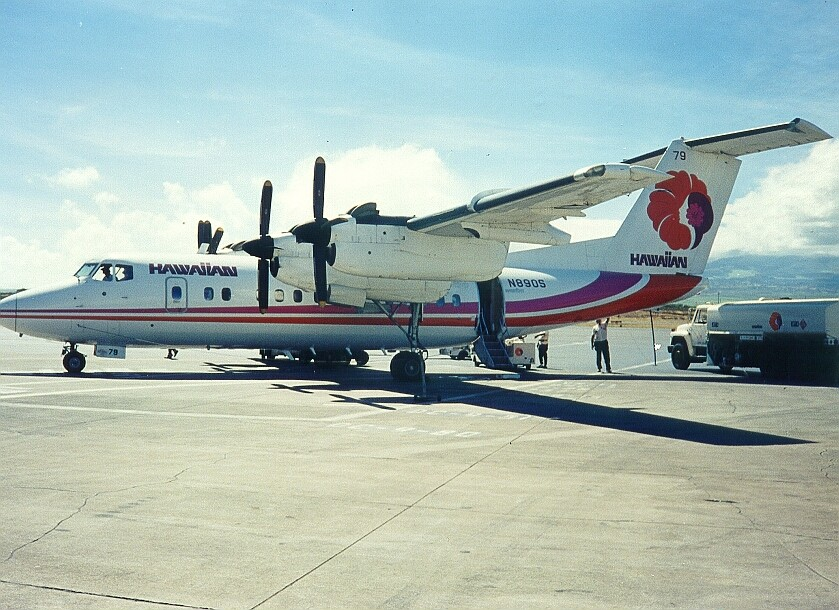
Dash 7 d'Hawaiian en 1988.
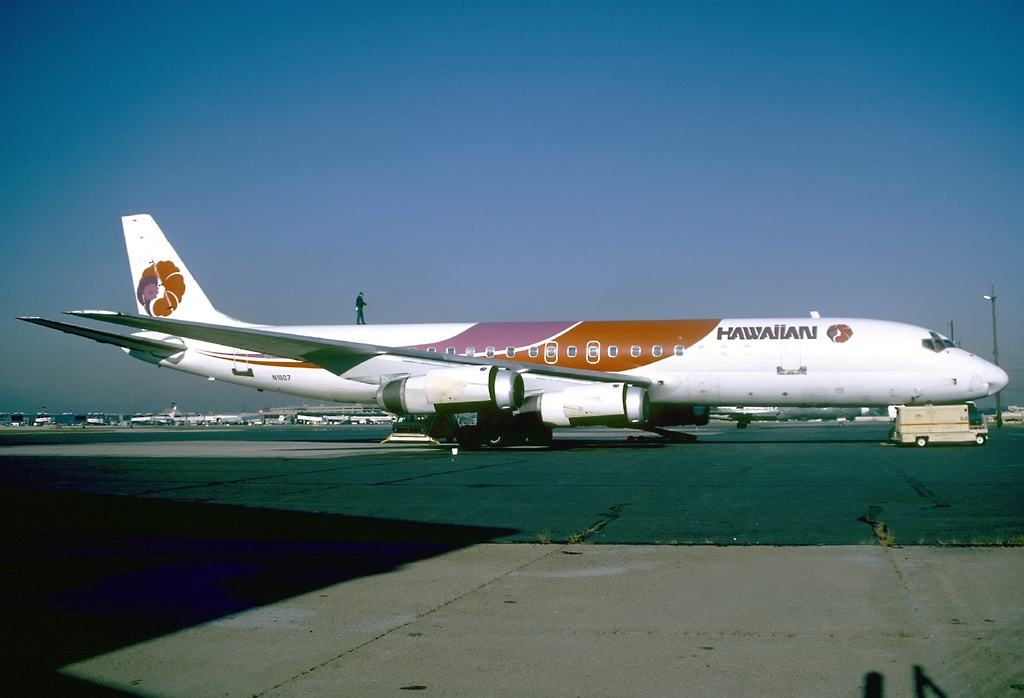
McDonnell Douglas DC-8d'Hawaiian en 1989.
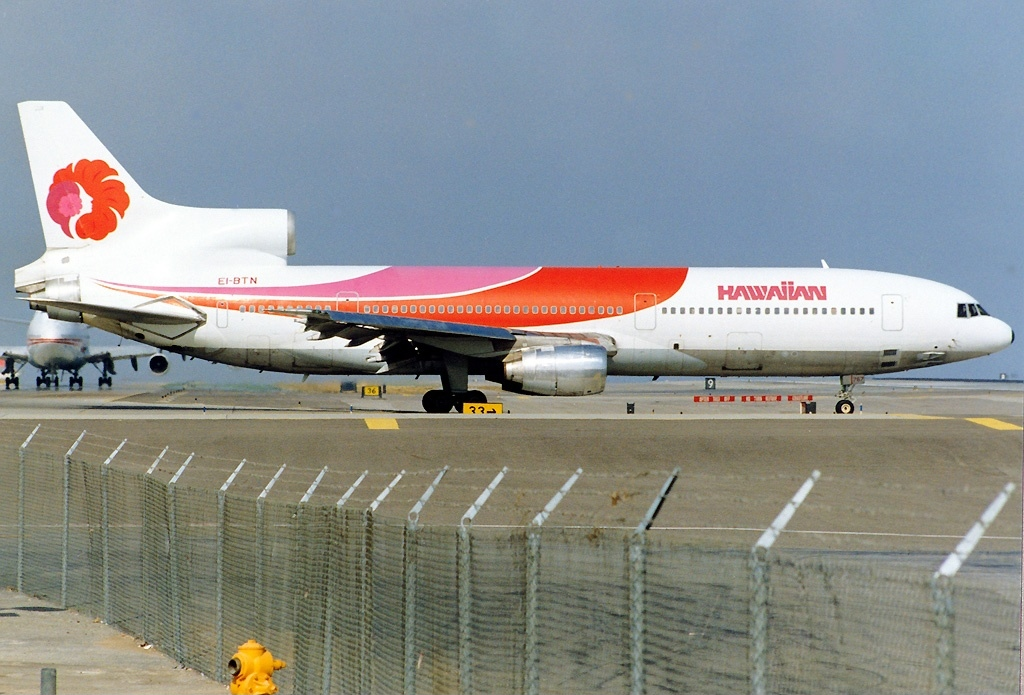
Lockheed L-1011-385-1 TriStar d' Hawaiian en 1991.
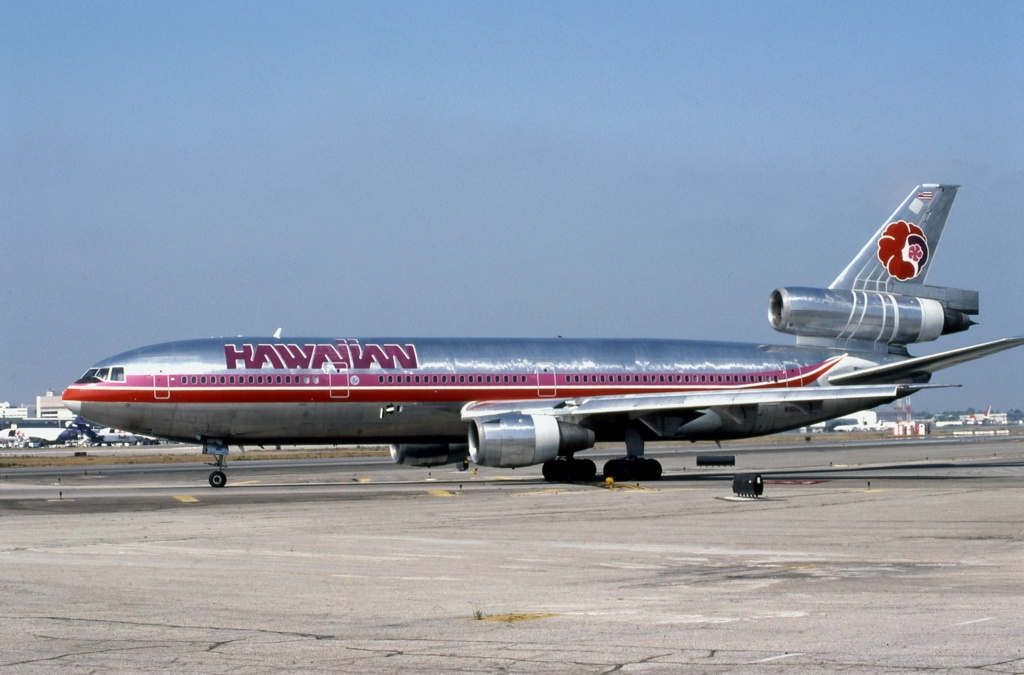
McDonnell Douglas DC-10 d'Hawaiian airlines en 1997.
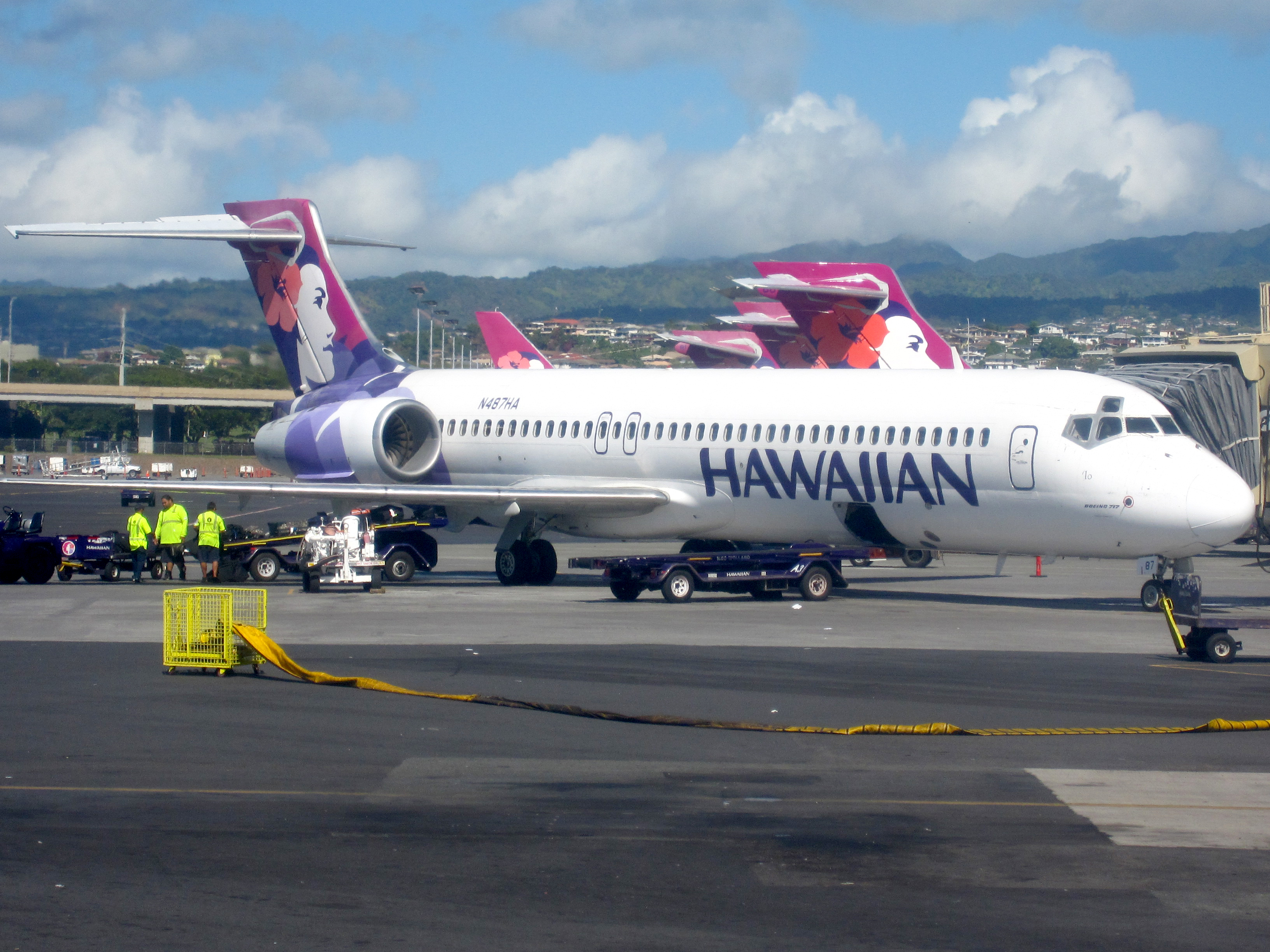
Boeing 717-200 en 2009.
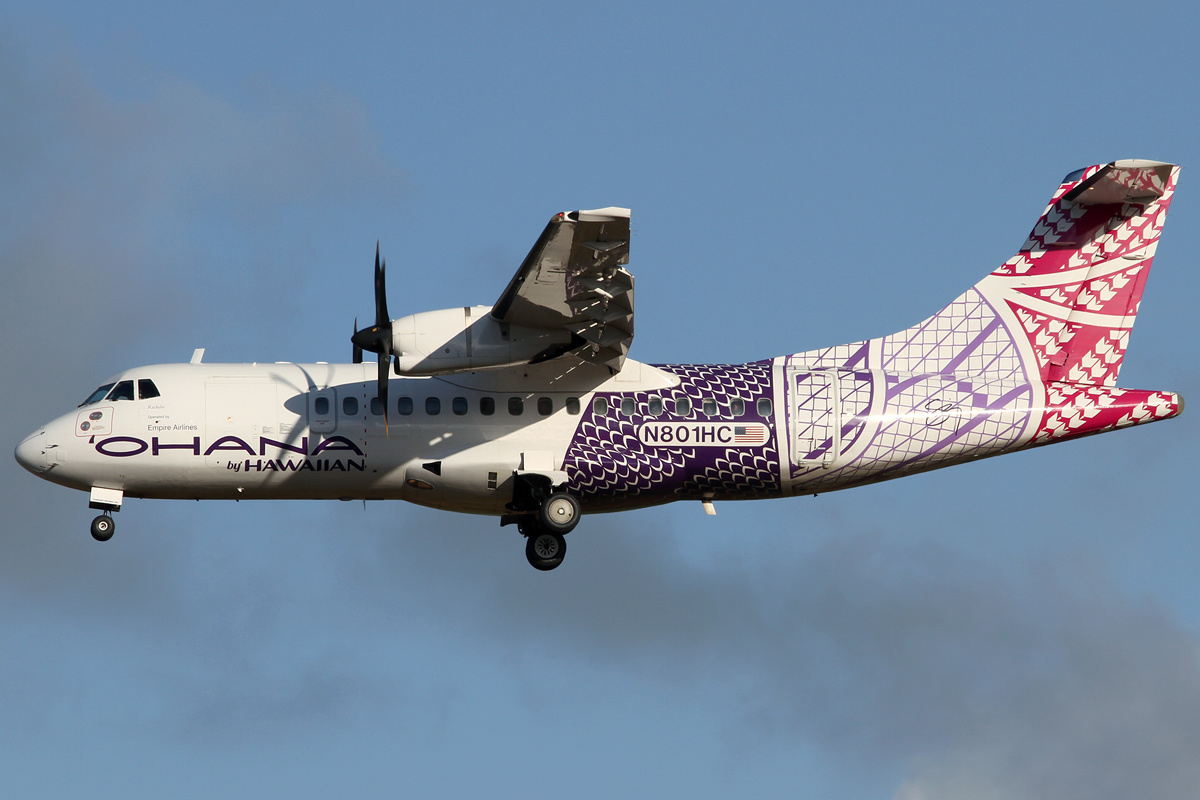
ATR-42-500 d'Ohana By Hawaiian en 2015
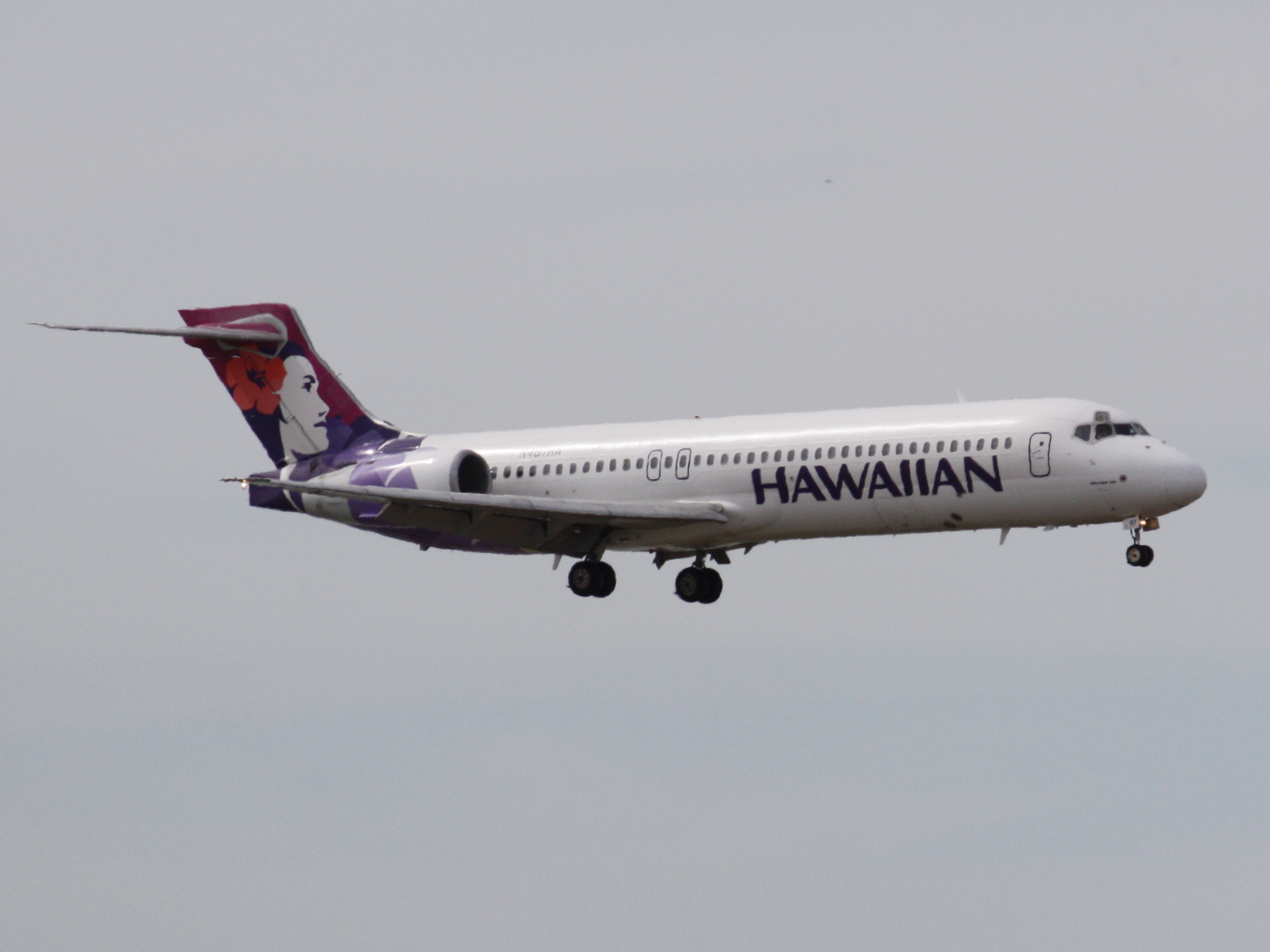
Boeing 717-200 en 2009.
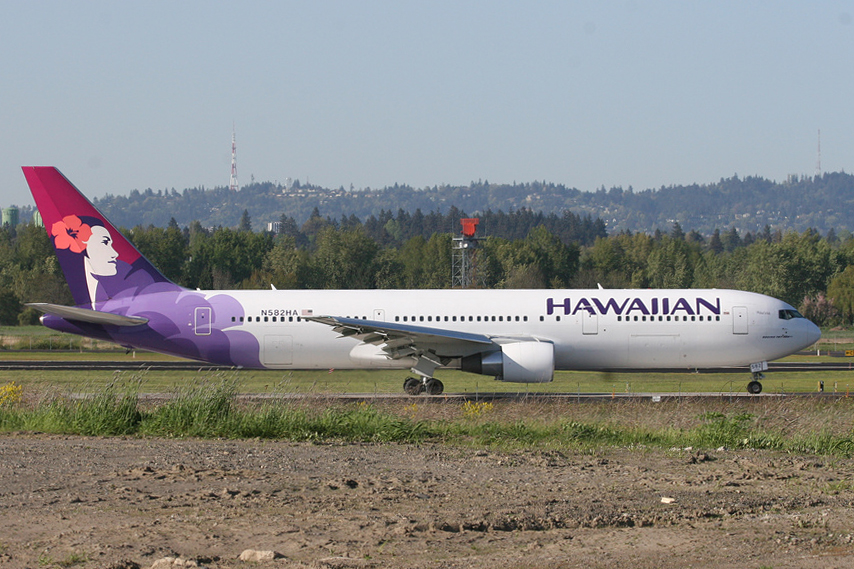
Boeing 767-300 en 2006.
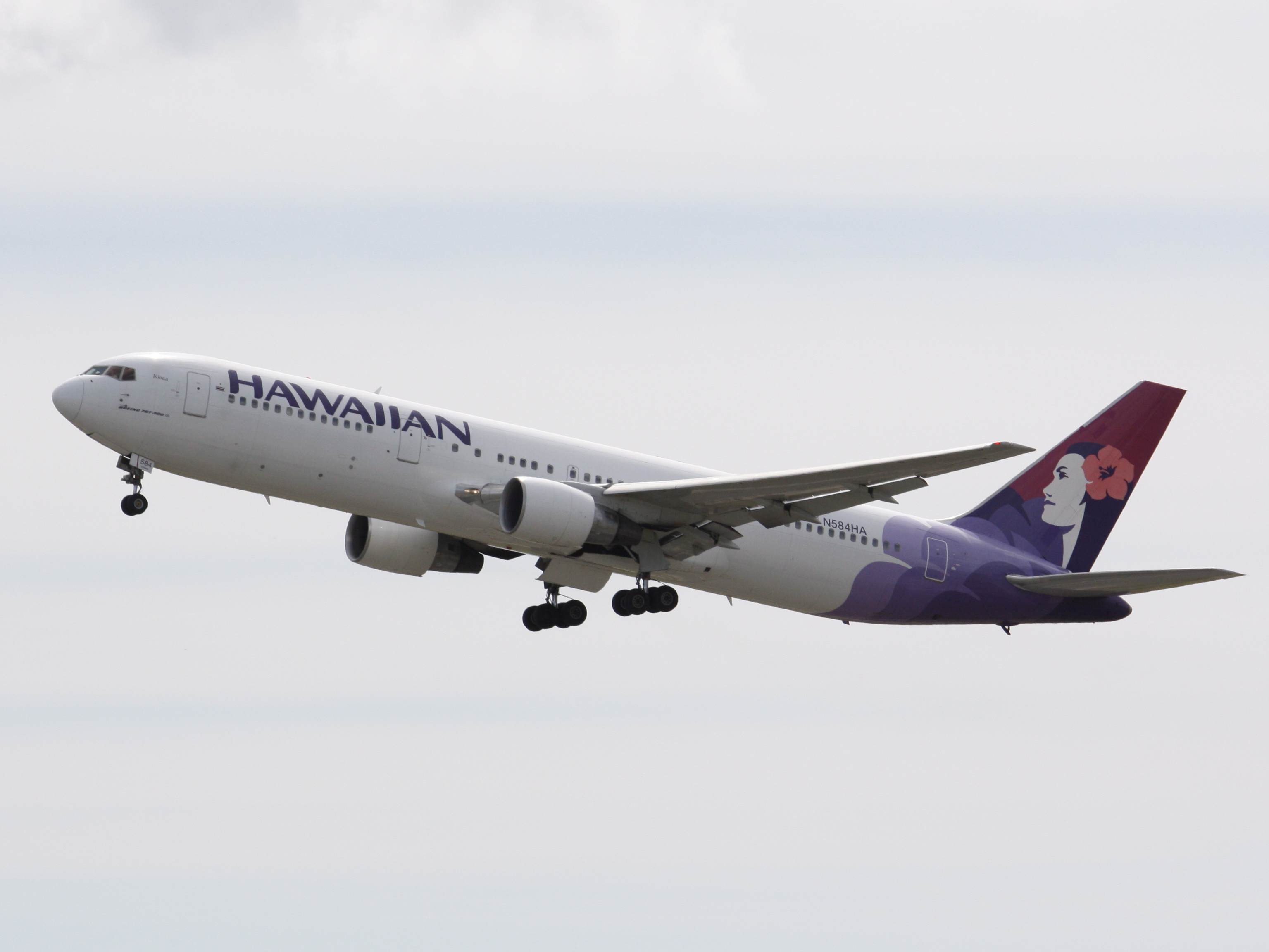
Boeing 767-300 en 2009.
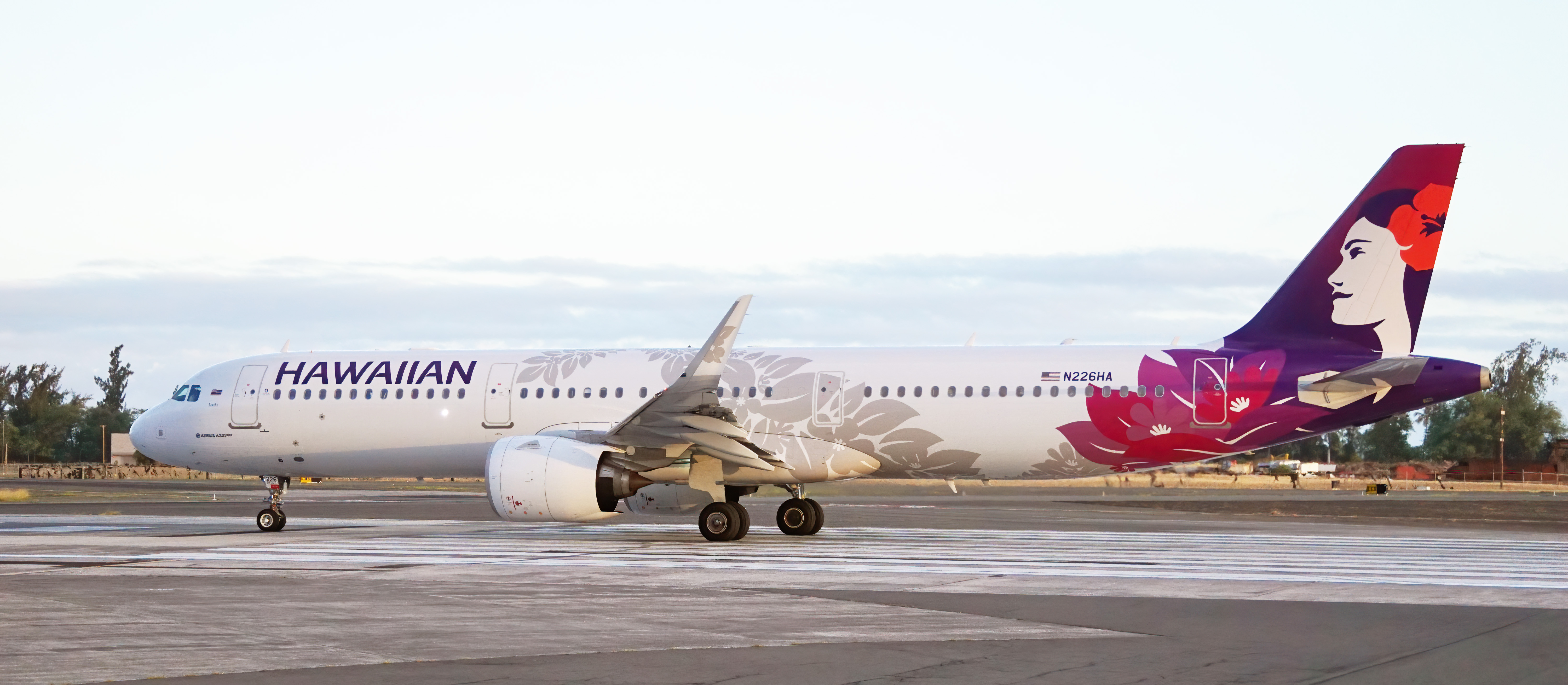
Airbus A321neo en 2020.

## Logotypes

Premier logo sous Inter Island Airways, premier nom d'Hawaiian Airlines.
1er logotype d'Hawaiian airlines entre 1940 et 1950.
Ancien logo des années 1950-1953.
Ancien logo des années 1953-1966.
Ancien logo des années 1953-1966.
Logo à partir de 1966.
Logo de Hawaiian Air à partir de 1973.
Logo de Hawaiian Air Cargo.
Logo de Hawaiian Airlines à partir de 1990.
Logo de Hawaiian Airlines à partir de 1995.
Logo de Hawaiian Airlines à partir de 1995.
Logo de l'ancienne compagnie régionale "Ohana by Hawaiian" entre 2014 et 2021.
Logo actuel de Hawaiian Airlines depuis 2017.
Logo actuel de Hawaiian Airlines Air Cargo.